# Генерал-губернаторство Ріо-де-Жанейро
Генерал-губернаторство Ріо-де-Жанейро (порт. Governo-Geral do Rio de Janeiro) — колоніальне управління Португальської імперії.

## Історія
У 1534 році король Португалії Жуан III почав надавати земельні права для колонізації португальської території в Південній Америці, це були капітанські колонії Бразилії. Ці п'ятнадцять автономних і окремих колоній були здебільшого невдалими в адміністративному, а отже й в економічному плані.
У 1549 році, щоб вирішити проблему управління своїми південноамериканськими колоніями, Жуан III заснував генерал-губернаторство Бразилія. Губернаторство об'єднало п'ятнадцять колоній в одну колонію, але кожне капітанство продовжувало існувати як провінційна адміністративна одиниця губернаторства.
У 1572 році, щоб створити сильнішу та боєздатнішу військову присутність на континенті, губернаторство було розібрано на дві окремі колонії: генерал-губернаторство Баїя, яке охоплювало північну частину, і генерал-губернаторство Ріо-де-Жанейро, яке зайняло південь.
У 1578 році губернаторство було відновлено з губернаторств Баїя та Ріо-де-Жанейро. Це друге генерал-губернаторство Бразилії буде знову розділено на дві окремі колонії в 1607 році.
Нарешті в 1613 році генерал-губернаторство Ріо-де-Жанейро та генерал-губернаторство Баїя об'єдналися, утворивши третє й останнє генерал-губернаторство Бразилії.